# Налог с оборота
Налог с реализации (налог с оборота) аналогичен налогу на добавленную стоимость, но облагает промежуточные и, возможно, инвестиционные товары. Это косвенный налог, обычно на основе «ад-валорем», то есть исчисляется в процентах от цены товаров.
Налог применяется к промежуточным продажам, перепродажам сырья, полуфабрикатов, а также и к спекуляциям посредников готовыми, конечными формами потребительских товаров.
Налог с реализации — многостадийный, то есть хотя и не взимается при движении по технологической цепочке, но взимается на каждой торговой операции при движении товаров от производителя к конечному потребителю.
Налог сочетает в себе свойства акцизов и налога с продаж, прост в администрировании государством.

## По странам

##### Южная Африка
Налог с оборота представляет собой простой налог на валовой доход малого бизнеса.
Предприятия, решившие платить налог с оборота, освобождаются от уплаты налога на добавление стоимости.
Налог с оборота взимается по очень низкой ставке по сравнению с большинством налогов, но без каких-либо вычетов.

##### Ирландия
Налог с оборота введён в 1963 году, в 1966 распространён на оптовую торговлю.
Оба налога были заменены в 1972 году НДС[5] в рамках подготовки к вступлению Ирландии в Европейское сообщество, которое запретило налог с оборота.

##### Советский Союз

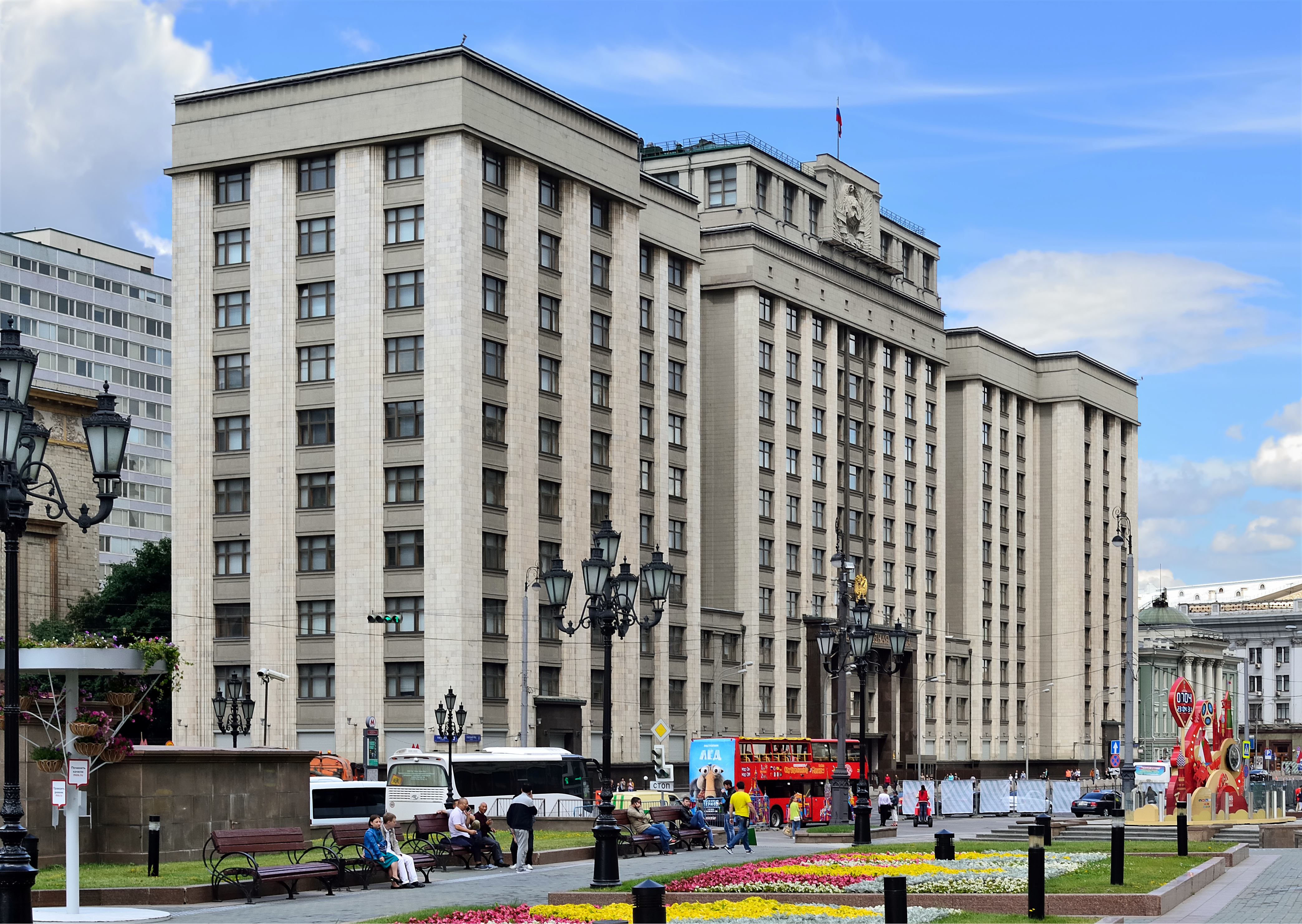
Госплан СССР.

Налог с оборота был впервые введён во время «налоговой реформы 1930—1932 годов», вскоре после окончания «Новой экономической политики».
Он был в целом похож на налог на добавление стоимости (НДС), но его специфика была разработана для целей советского экономического планирования.
Налог с оборота был основным явным налогом на протяжении большей части советского периода, например в 1940 году на налог с оборота пришлось 104 миллиарда рублей из общего объёма поступлений советского государства в размере 180 миллиардов рублей.

По данным «Советской энциклопедии» поступления в госбюджет от налога с оборота систематически возрастают:
- 1960 год — 31 млрд руб.,
- 1965 — 38 млрд,
- 1972 — 55 млрд[8].

В позднем СССР удельный вес налога с оборота в госбюджете падает по мере «повышения роли прибыли как … основного источника … доходов государственного бюджета».

##### Латвия
Налог с оборота (латыш. Apgrozījuma nodoklis) действовал с 1992 по 1995 год. Размер базовой ставки налога составлял 10 %, уменьшенной — от 2 % до 4 %. С мая 1995 года заменён налогом на добавление стоимости.